# 헨리 슈라프넬
헨리 스크로프 슈라프넬 중장(Henry Scrope Shrapnel, 1761년 6월 3일~1842년 3월 13일)은 영국 육군 장교로, 그가 발명한 슈라프넬 포탄(shrapnel shell, 유산탄) 덕분에 그의 이름은 영어 속어로 자리 잡았다.

## 생애
헨리 슈라프넬은 영국 윌트셔주의 브래드퍼드온에이번에 있는 미드웨이 매너(Midway Manor)에서 자카리아 슈라프넬과 그의 아내 리디아 사이에서 태어난 아홉 번째 자식이었다. 그는 1779년에 영국 왕립 포병대 소위로 임관하여 처음에는 뉴펀들랜드에서 복무했다. 1784년 영국으로 돌아온 그는 공중에서 폭발하도록 설계된 납탄이 든 속이 빈 대포알 실험을 시작했다.
1787년 그는 지브롤터에 배치되어 요새를 지휘하던 고위 장교들에게 깊은 인상을 준 대인 살상 무기 실험을 시작했다. 지브롤터에서 그는 1791년 서인도 제도로 파견되었다. 슈라프넬은 플란데런에서도 복무했으며, 1793년에는 부상을 입었다. 그는 8년간 대위로 복무한 뒤 1803년 11월 1일 소령으로 진급했다.
1803년, 영국 육군은 그의 발명품과 유사하지만 길쭉한 형태의 폭발 포탄을 채택했고, 이 포탄은 곧 그의 이름을 따서 불리게 되었다. 이후 "shrapnel(슈라프넬)"이라는 단어는 포탄 파편은 물론 일반적인 파편 전체를 지칭하는 용어로 자리 잡았으며, 고폭탄이 주류가 된 이후에도 계속 사용되었다. 제1차 세계대전 말까지 이 포탄은 여전히 그의 원리에 따라 제작되었다.
1804년 4월 30일 수리남의 포트 니우암스테르담 전투에서 그의 발명품이 전장에서 성공을 거둔 후, 그는 같은 해 7월 20일 소령으로 진급한 지 9개월 만에 중령으로 진급했다.
1814년, 영국 정부는 슈라프넬의 공로를 인정해 그에게 연금으로 연 1,200파운드(2025년 가치로 약 106,000파운드)를 지급하기로 했다. 그러나 관료주의적 문제로 인해 그는 이 연금을 온전히 받지 못했다. 그는 1827년 3월 6일 왕립 포병대의 대령-지휘관(colonel-commandant)으로 임명되었고, 1837년 1월 10일에는 중장으로 진급했다.
슈라프넬은 1835년경부터 1842년 사망할 때까지 사우샘프턴 근처 피어트리 그린(Peartree Green)의 피어트리 하우스(Peartree House)에서 살았다.
그의 여동생 레이철 슈라프넬은 토머스 트레젠나 비덜프(Thomas Tregenna Biddulph) 목사와 결혼했으며, 장군 마이클 앤서니 슈라프넬 비덜프 경은 그의 종손이었다.